# 17. Nemzetközi Matematikai Diákolimpia
A 17. Nemzetközi Matematikai Diákolimpiát (1975) Bulgáriában, Burgaszban rendezték. A záróünnepség a szófiai egyetemen volt. Tizenhét ország százharmincöt versenyzője vett részt rajta. Magyarország öt ezüst- és három bronzérmet szerzett, összpontszámával ismét 1. lett az országok között. 
(Az elérhető maximális pontszám: 8×40=320 pont volt)

## Országok eredményei pont szerint
|     | Ország           | Pont | Arany | Ezüst | Bronz |
| --- | ---------------- | ---- | ----- | ----- | ----- |
| 1.  | Magyarország     | 258  | 0     | 5     | 3     |
| 2.  | NDK              | 249  | 0     | 4     | 4     |
| 3.  | Egyesült Államok | 247  | 3     | 1     | 3     |
| 4.  | Szovjetunió      | 246  | 1     | 3     | 4     |
| 5.  | Anglia           | 239  | 2     | 2     | 3     |
| 6.  | Ausztria         | 192  | 1     | 1     | 2     |
| 7.  | Bulgária         | 186  | 0     | 1     | 4     |
| 8.  | Románia          | 180  | 0     | 1     | 3     |
| 9.  | Franciaország    | 176  | 1     | 1     | 1     |
| 10. | Vietnám1         | 175  | 0     | 1     | 3     |
| 11. | Jugoszlávia      | 163  | 0     | 1     | 1     |
| 12. | Csehszlovákia    | 162  | 0     | 0     | 2     |
| 13. | Svédország       | 160  | 0     | 2     | 0     |
| 14. | Lengyelország    | 124  | 0     | 1     | 1     |
| 15. | Görögország      | 95   | 0     | 1     | 0     |
| 16. | Mongólia         | 75   | 0     | 0     | 1     |
| 17. | Hollandia        | 67   | 0     | 0     | 1     |

1) – 7 fővel indult

## A magyar csapat
A magyar csapat tagjai voltak:
| Név            | Évfolyam | Iskola                     | Város       | Díj   |
| -------------- | -------- | -------------------------- | ----------- | ----- |
| Éltető László  | IV. o.   | Berzsenyi Dániel Gimnázium | Budapest    | Ezüst |
| Jakab Tibor    | IV. o.   | Berzsenyi Dániel Gimnázium | Budapest    | Ezüst |
| Soukup Lajos   | III. o.  | I. László Gimnázium        | Budapest    | Ezüst |
| Sparing László | IV. o.   | Nagy Lajos Gimnázium       | Szombathely | Ezüst |
| Surján Péter   | IV. o.   | Móricz Zsigmond Gimnázium  | Budapest    | Ezüst |
| Bagó Balázs    | IV. o.   | Révai Miklós Gimnázium     | Győr        | Bronz |
| Neumann Attila | IV. o.   | Fazekas M. Gyakorló Gimn.  | Budapest    | Bronz |
| Seress Ákos    | II. o.   | Fazekas M. Gyakorló Gimn.  | Budapest    | Bronz |

A csapat vezetője Hódi Endre volt.